# Jacques Pimpaneau
Jacques Pimpaneau (París, 12 de setembre de 1934 - París, 2 de novembre de 2021) va ser un sinòleg francès.
Va estudiar a la Universitat de Pequín del 1958 al 1960. De tornada a Occident, esdevé professor a l'Institut National des Langues et Civilisations Orientales, on va ser titular de la càtedra de literatura xinesa des del 1963 fins al 1999. Entre el 1968 i el 1971 va ser professor a la Universitat Xinesa de Hong Kong on coincideix amb el sinòleg belga Pierre Ryckmans.
Pimpaneau va estar al centre de reunions entre certs sinòlegs i teòrics radicals situacionistes com el seu antic alumne René Viénet. Va participar el 1976 al documental Chinois, encore un effort être révolutionnaires!.
El 1972 va crear a París el museu Kwok On, les col·leccions del qual es van donar al Museu d'Orient de Lisboa.

## Obres destacades
- Chine l'opéra classique : promenade au jardin des poiriers [Òpera clàssica de la Xina: passejada pel jardí dels perers]. nova edició eixamplada de 2014.  París: Les Belles lettres, 1983. ISBN 978-2-251-44442-0.
- Chine, histoire de la littérature (en francès). Nouv. éd. rev.  París: Éditions P. Picquier, 2004. ISBN 2-87730-702-6.
- Chine : Mythes et dieux de la religion populaire. (en francès). edició eixamplada de 1999.  Arles: P. Picquier, 1995. ISBN 2-87730-450-7.
- Dans un jardin de Chine (en francès).  Philippe Picquier, 1999 (Picquier Poche). ISBN 2-87730-683-6.
- Lettre à une jeune fille qui voudrait partir en Chine, Collection Picquier poche, Philippe Picquier, 2003, ISBN 2-87730-711-5
- Chine : Culture et traditions, Nouvelle édition revue et corrigée, Philippe Picquier, 2004 ISBN 2-87730-701-8
- Célébration de l'ivresse, Collection Écrits dans la paume de la main, Philippe Picquier, 2000 ISBN 2-87730-501-5
- À deux jeunes filles qui voudraient comprendre la religion des chinois, Philippe Picquier, 2010
- Chroniques sanglantes de Chinoises amoureuses, Éditions Espaces et signes, 2014 ISBN 978-2-9535965-7-1